# Victoria (chanson)
Pour les articles homonymes, voir Victoria.
Singles de The Kinks
Shangri-La
(1969) Lola
(1970)
Pistes de Arthur (Or the Decline and Fall of the British Empire)
Yes Sir, No Sir
Victoria est une chanson des Kinks, parue le 15 octobre 1969 aux États-Unis et le 12 décembre 1969 en Angleterre en ouverture de leur album Arthur (Or the Decline and Fall of the British Empire).
Elle constitue le premier single tiré de l'album aux États-Unis et s'y classe à la 62e place du Billboard Hot 100, la meilleure performance du groupe depuis 1966 et Sunny Afternoon. Ce succès relatif entraîne la parution du single au Royaume-Uni (où les deux précédents singles tirés d'Arthur, Drivin' et Shangri-La, avaient été des échecs) ; il s'y classe 30e.
En 1988, une reprise par The Fall se classe 35e au Royaume-Uni.